# Бейт-Берл
Бейт-Берл (ивр. בֵּית בֶּרְל‎) — академическое поселение в Израиле. Расположено на окраине Кфар-Сабы и находится под юрисдикцией регионального совета Дром-ха-Шарон. В нём расположен колледж Бейт-Берл, в котором обучается около 7000 студентов.

## История
До XX века эта территория входила в состав леса Шарон — лесного дубового массива, простиравшийся от Кфар-Йоны на севере до Раананы на юге. Местные арабские жители традиционно использовали эту территорию как пастбища, для заготовки дров и периодически обрабатывали эти земли. Интенсификация заселения и развития сельского хозяйства на прибрежной равнине в XIX веке привела к вырубке лесов и последующей деградации окружающей среды.
Бейт-Берл был назван в честь Берла Кацнельсона, духовного лидера рабочего движения в подмандатной Палестине. Краеугольный камень был заложен 21 августа 1946 года. Место использовалось в качестве базы для сил Хаганы, а позднее — Армии обороны Израиля. Бейт-Берл построен на месте поместья Калмания, основанного Моше Гредингером, британским бизнесменом, посетившим Палестину в апреле 1926 года. В 1927 году он приобрел эти земли для создания большой плантации к северу от Кфар-Сабы. Он назвал поместье в честь своего отца, Кальмана Гредингера. Ферма, на которой выращивали цитрусовые, а затем построили молочный коровник, не преуспела. В 1945 году Гредингер написал Аврааму Харцфельду, основателю Федерации труда Гистадрут в Палестине, который предложил создать там учебный институт в память о Берле Кацнельсоне.

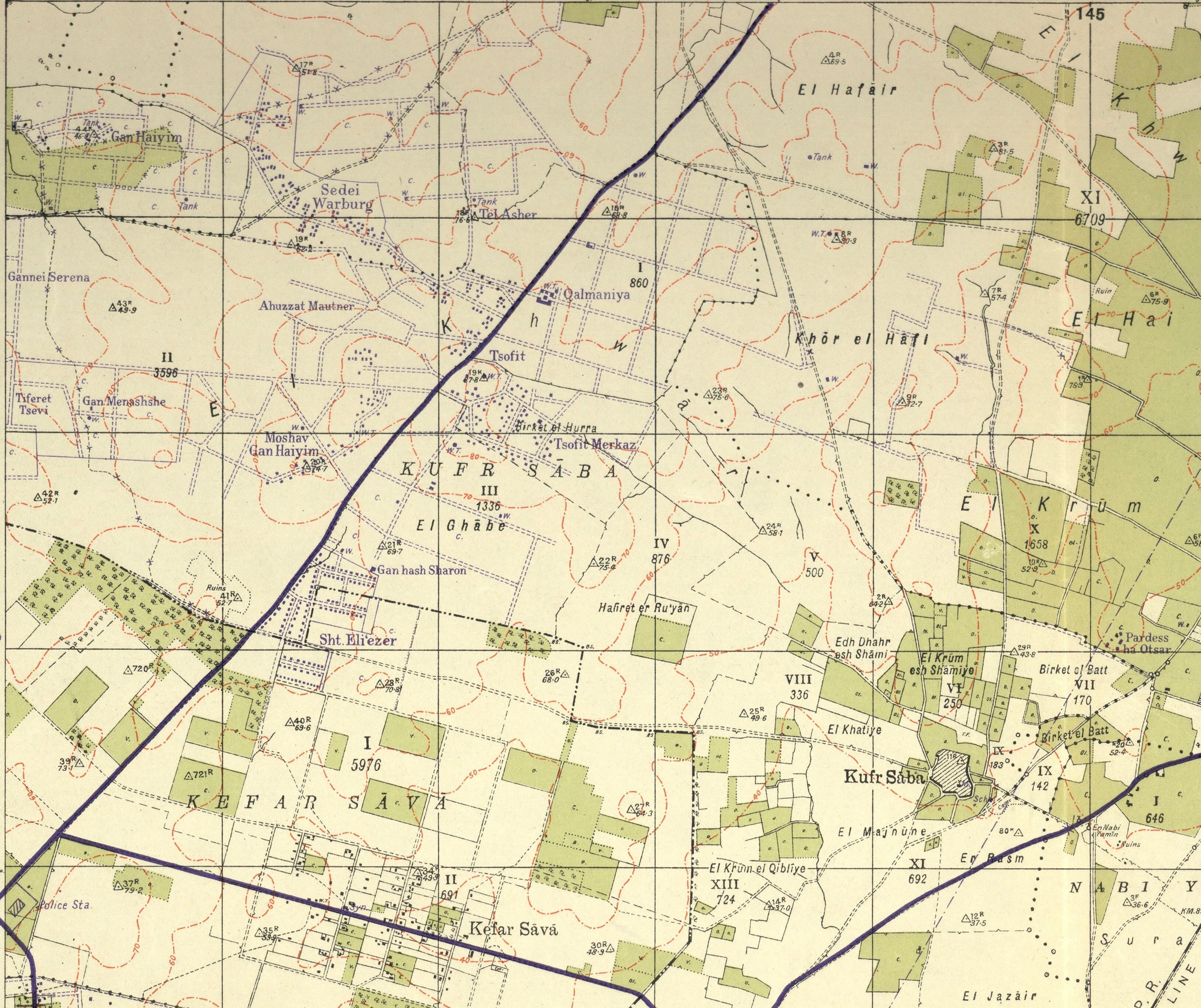
Бейт-Берл (Калмания) 1942 г. 1:20 000

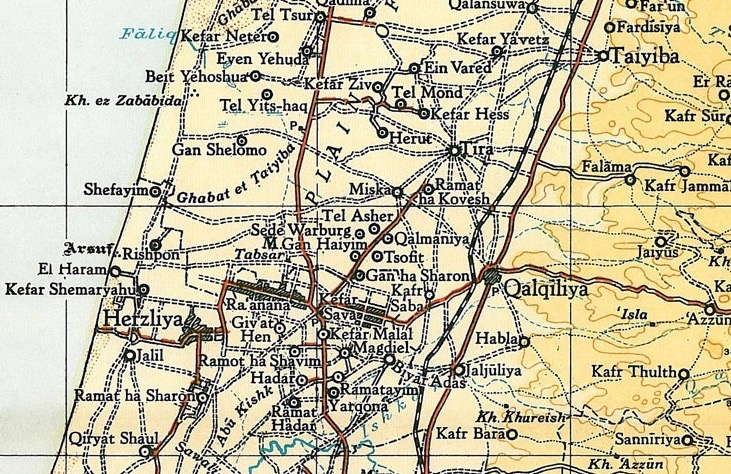
Бейт-Берл (Калмания) 1945 г. 1: 250 000

В 1970 году было принято решение официально открыть высшее учебное заведение в Бейт-Берле, которое могло бы присуждать степень бакалавра. В 1972 году было подано заявление в Совет по высшему образованию с просьбой признать колледж академическим учреждением и разрешить ему присуждать степени бакалавра; это прави предаставлено с 1976 года.
В 1988 году академический колледж Бейт-Берла объединился с Академией искусств Рамат-ха-Шарон и несколькими педагогическими учебными заведениями и был отделен от Фонда Берла Кацнельсона.
В 1997 году между администрацией Бейт-Берла и муниципалитетом Кфар-Сабы было подписано соглашение о передаче комплекса муниципалитету. Согласно плану, 540 дунамов были выделены для модернизации образовательного кампуса до масштабного университетского кампуса, а оставшаяся территория была выделена для строительства жилого квартала на 3000 единиц жилья. Муниципалитет Кфар-Сабы также запросил присоединение к своей территории в общей сложности 3230 дунамов из поселений, окружающих Бейт-Берл, в региональном совете Дром-ха-Шарон (1250 дунамов из районов мошава Цофит, 550 дунамов из районов Нир-Элиягу, 125 дунамов из районов Ган-Хаим и еще 180 дунамов частной земли). Присоединение территорий было направлено на строительство 9000 единиц жилья, которые должны быть добавлены к городу.
Для реализации плана необходимо было получить одобрение Министерства внутренних дел. В ходе обсуждений в комитете представители населенных пунктов и регионального совета выступили против запроса Кфар-Сабы. После обсуждений  комитет постановил, что нет оснований рекомендовать расширение территории Кфар-Сабы, поскольку она уже обладала достаточными земельными резервами, которые позволили бы ей вырасти с 85 000 жителей до 100–105 тыс. жителей к 2020 году. Следственный комитет представил свои рекомендации министру внутренних дел Аврааму Порезу в мае 2004 года, и он решил не одобрять запрос на аннексию.

## Заведения
По состоянию на 2025 год в Бейт-Берле действуют несколько образовательных и культурных учреждений, в том числе Фонд Берла Кацнельсона, Академический колледж Бейт-Берла, региональная средняя школа имени «Ами Ассаф», начальная школа «Цофит», средняя школа для учащихся с расстройствами аутистического спектра — «Адам за равноправную жизнь», детский сад Монтессори под названием «Берла», подготовительная школа для военнослужащих «Беари» имени Берла Кацнельсона, подготовительная школа для военнослужащих «Мигдалор» имени братьев Барака и Амихая Иткиса, подготовительная школа для военнослужащих, семинарии для подготовки общественных активистов, институт профессиональной подготовки солдат, центральная библиотека, центр отдыха и спорта и главный архив Рабочего движения. Место служит центром проведения конференций, семинаров и партийно-политических собраний.

## Население
По данным Центрального статистического бюро Израиля, население на начало 2020 года составляло 198 человек.